# Castromembibre
Castromembibre est une commune de la province de Valladolid dans la communauté autonome de Castille-et-León en Espagne.

## Sites et patrimoine
- Église Santa María del Templo.
- Atalaya "el Molino", ruine d'un château.